# Landkreis Altena
Der Landkreis Altena war ein Landkreis in Nordrhein-Westfalen, der 1968 aufgelöst wurde. Bis 1953 trug er die Bezeichnung Kreis Altena. Das Kreisgebiet gehört heute zum Märkischen Kreis.

## Nachbarkreise
Der Landkreis Altena grenzte 1968 im Uhrzeigersinn im Norden beginnend an die Landkreise Iserlohn, Arnsberg, Meschede, Olpe, Oberbergischer Kreis, Rheinisch-Bergischer Kreis, Rhein-Wupper-Kreis und an den Ennepe-Ruhr-Kreis sowie an die als Enklave vom Landkreis Altena umgebene kreisfreie Stadt Lüdenscheid.

## Geschichte
Ein erster Kreis Altena wurde 1753 durch Preußen als einer von vier Landrätlichen Kreisen in der Grafschaft Mark eingerichtet. Infolge des Vierten Koalitionskriegs musste die Grafschaft Mark 1807 von Preußen an Frankreich abgetreten werden. Napoleon verband durch ein Dekret vom 1. März 1808 die Grafschaft Mark sowie weitere Gebiete mit dem Großherzogtum Berg. Das Großherzogtum Berg erhielt eine völlig neue Verwaltungsstruktur nach französischem Vorbild. Das Kreisgebiet gehörte nun zum  Arrondissement Hagen im Département Ruhr und war in die beiden Kantone Lüdenscheid und Neuenrade gegliedert.
Im Kanton Lüdenscheid wurden die Mairien (Bürgermeistereien) Ebbe, Halver, Lüdenscheid und Meinerzhagen eingerichtet sowie im Kanton Neuenrade die Mairien Altena, Neuenrade und Plettenberg.
Nach der Franzosenzeit wurde 1817 im Regierungsbezirk Arnsberg der preußischen Provinz Westfalen ein neuer Kreis Altena gegründet, der einen sehr ähnlichen Umfang wird der Kreis von 1753 hatte. Aus den in der Franzosenzeit gegründeten Mairien wurden die preußischen Bürgermeistereien Altena, Ebbe, Halver, Lüdenscheid, Meinerzhagen, Neuenrade und Plettenberg.
1832 wurde die Bürgermeisterei Valbert aus dem benachbarten Kreis Olpe in den Kreis Altena umgegliedert. Für die Bürgermeisterei Ebbe setzte sich in den 1830er Jahren der Name Herscheid durch.
Drei Städte des Kreise erhielten die preußische „Revidierte Städteordnung von 1831“: Altena im Jahre 1836, Plettenberg 1837 und Lüdenscheid 1843. Die entsprechenden Bürgermeistereien wurden jeweils in eine Stadt- und eine Landbürgermeisterei aufgeteilt.
Im Rahmen der Einführung der Landgemeinde-Ordnung für die Provinz Westfalen wurden die Bürgermeistereien und Landbürgermeistereien 1843/44 in Ämter überführt. Die Städte Altena, Lüdenscheid und Plettenberg blieben amtsfrei.
Bereits 1846 wurden die Ämter im Kreis Altena neu geordnet:
- Das Amt Valbert wurde wieder aufgelöst und ins Amt Meinerzhagen eingegliedert.
- Die Gemeinde Hülscheid wechselte aus dem Amt Halver ins Amt Lüdenscheid.[9]
- Die Gemeinden Kierspe und Rönsahl schieden aus dem Amt Meinerzhagen aus und bildeten das neue Amt Kierspe.[10]

Im Kreis Altena bestanden seitdem drei amtsfreie Städte sowie acht Ämter mit 16 Gemeinden:
| Amt          | Gemeinden                                              |
| ------------ | ------------------------------------------------------ |
| amtsfrei     | Altena, Lüdenscheid und Plettenberg                    |
| Altena       | Kelleramt und Wiblingwerde                             |
| Halver       | Halver                                                 |
| Herscheid    | Herscheid                                              |
| Kierspe      | Kierspe und Rönsahl                                    |
| Lüdenscheid  | Hülscheid und Landgemeinde Lüdenscheid                 |
| Meinerzhagen | Meinerzhagen, Märkisch Valbert und Westfälisch Valbert |
| Neuenrade    | Dahle, Neuenrade, Ohle und Werdohl                     |
| Plettenberg  | Plettenberg-Land                                       |

Im Jahr 1858 wurden die beiden Gemeinden Märkisch Valbert und Westfälisch Valbert zur Gemeinde Valbert zusammengeschlossen. 1890 wurde die Gemeinde Ohle in das Amt Plettenberg umgegliedert. Ein Jahr später, im Jahre 1891, schied die Gemeinde Werdohl aus dem Amt Neuenrade aus und bildete fortan ein eigenes Amt.
Die Stadt Lüdenscheid schied am 1. April 1907 aus dem Kreis aus und wurde kreisfrei. Gleichzeitig wurden Kelleramt und Wiblingwerde zur Gemeinde Nachrodt-Wiblingwerde zusammengeschlossen sowie durch Ausgliederung aus der Gemeinde Halver die Gemeinde Schalksmühle neu gebildet. 1922 wurde das Amt Altena in Amt Nachrodt umbenannt. Im Jahre 1934 wurde es zusammen mit den Ämtern Herscheid und Werdohl aufgehoben. Am 1. April 1941 wurden die Gemeinde Ohle und die Landgemeinde Plettenberg in die Stadt Plettenberg eingemeindet; gleichzeitig wurde das Amt Plettenberg aufgehoben.
Der Kreis Altena war 1968 der erste Landkreis, der im Rahmen der Kommunalen Neugliederung in Nordrhein-Westfalen durch das Gesetz zur Neugliederung des Landkreises Altena und der kreisfreien Stadt Lüdenscheid aufgelöst wurde. Dabei erfolgte der Zusammenschluss mit dem Stadtkreis Lüdenscheid sowie den Gemeinden Evingsen aus dem Amt Hemer im Landkreis Iserlohn und Küntrop aus dem Amt Balve im Landkreis Arnsberg zum neuen Kreis Lüdenscheid. Sämtliche Ämter wurden aufgelöst und zu den Kommunen des Amtssitzes zusammengeschlossen (Ausnahme: Schalksmühle mit Hülscheid). 1975 wurde der Kreis Lüdenscheid mit dem Kreis Iserlohn (ohne Hohenlimburg und Schwerte) und der kreisfreien Stadt Iserlohn sowie dem Amt Balve (Kreis Arnsberg) zum Märkischen Kreis vereinigt.

## Einwohnerentwicklung
| Jahr | Einwohner | Quelle |
| ---- | --------- | ------ |
| 1819 | 027.274   | [ 15 ] |
| 1832 | 033.438   | [ 2 ]  |
| 1871 | 054.984   | [ 16 ] |
| 1880 | 066.129   | [ 16 ] |
| 1890 | 081.857   | [ 17 ] |
| 1900 | 096.432   | [ 17 ] |
| 1910 | 084.449   | [ 17 ] |
| 1925 | 094.460   | [ 17 ] |
| 1939 | 104.359   | [ 17 ] |
| 1950 | 141.297   | [ 17 ] |
| 1960 | 161.100   | [ 17 ] |
| 1968 | 184.250   |        |

## Politik

### Ergebnisse der Kreistagswahlen ab 1946
In der Liste werden nur Parteien und Wählergemeinschaften aufgeführt, die mindestens zwei Prozent der Stimmen bei der jeweiligen Wahl erhalten haben. Die Angaben von 1969 beziehen sich auf den Kreis Lüdenscheid.
Stimmenanteile der Parteien in Prozent
| Jahr   | SPD  | CDU  | FDP  | BHE | KPD |
| ------ | ---- | ---- | ---- | --- | --- |
| 1946   | 44,2 | 46,0 |      |     | 6,8 |
| 119481 | 44,2 | 41,7 | 02,1 |     | 5,6 |
| 219522 | 40,6 | 25,7 | 20,5 | 6,6 | 2,6 |
| 1956   | 47,9 | 28,4 | 18,0 | 2,4 |     |
| 1961   | 45,3 | 33,8 | 20,9 |     |     |
| 1964   | 49,0 | 34,0 | 15,7 |     |     |
| 319693 | 47,7 | 34,2 | 12,5 |     |     |

Fußnoten
1 1948: zusätzlich: RSF: 3,8 %, DZP: 2,9 %

2 1952: zusätzlich: DZP: 2,0 %

3 1969: zusätzlich: NPD: 5,6 %

### Landräte

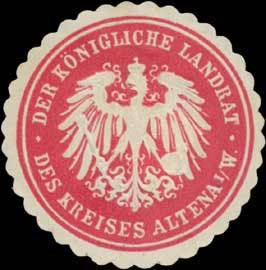
Siegelmarke des königlichen Landrats des Kreises Altena

- 1753–1760 Heinrich Wilhelm von Vaerst[19]
- 1760–1790 Heinrich Wilhelm Lent von Holtzbrinck[19]
- 1790–1808 Heinrich Wilhelm von Holtzbrinck sen.[19]
- 1817–1841 Heinrich Wilhelm von Holtzbrinck sen.
- 1842–1853 Heinrich Wilhelm von Holtzbrinck jun.
- 1854–1878 Arnold Ludwig von Holtzbrinck
- 1878–1883 Wilhelm Schmieding
- 1883–1891 Francis Kruse
- 1891–1901 Hermann Heydweiller
- 1901–1927 Fritz Thomée
- 1927–1932 Paul Graubner
- 1932–1933 Herbert Fuchs
- 1933–9999 Konrad Delius (vertretungsweise)
- 1933–1945 Karl Bubner
- 1945–9999 Rudolf Prein
- 1946–1963 Fritz Hesse
- 1963–1964 Wilhelm Brüggenwirth
- 1964–1968 Heinz Chmill (dann bis 1974 Landrat des Kreises Lüdenscheid)

### Oberkreisdirektoren
- 1946–1949 Hermann Sponier
- 1949–1950 Schäfer (kommissarisch)
- 1951–1967 Adolf Feuring (1950–1951 kommissarisch)
- 1967–1968 Wilfried Droste (dann bis 1974 Oberkreisdirektor des Kreises Lüdenscheid)

### Wappen
| Wappen des ehemaligen Kreises Altena | Blasonierung: „In Gold (Gelb) aus einem gesenkten, in drei Reihen von Rot und Silber (Weiß) geschachten Balken wachsend ein schwarzer rotbewehrter Löwe.“ |
| Wappen des ehemaligen Kreises Altena | Wappenbegründung: Das Wappen wurde am 3. Mai 1935 vom Oberpräsidenten der Provinz Westfalen genehmigt. Das Kreisgebiet gehörte im Mittelalter zum Herrschaftsgebiet der Grafen von Mark, die sich anfangs nach ihrer Hauptburg Altena benannten. Die Grafen von Altena-Mark zeigten den schwarzen altenaischen Löwen auf goldenem Grund über dem märkischen Schachbalken in ihrem Wappen. Aus diesen Gründen sind hier der Schachbalken und der Löwe in der ältesten Form des Stammwappens der Grafen von Altena-Mark aus dem 13. Jahrhundert verbunden. |

Oft wird der Löwe als „bergisch“ bezeichnet, doch die Grafen von Altena spalteten sich bereits 1160 von den Grafen von Berg ab, welche 1225 im Mannesstamm ausstarben und von den Limburgern beerbt wurden. Erst Heinrich IV. von Limburg brachte den limburgischen Löwen in das bergische Wappen ein. Zuvor hatte das bergische Wappen nur drei rote Zinnenreihen auf silbernem Grund. Die Altenaer Grafen Friedrich von Berg-Altena und Adolf I. von der Mark und Altena, sowie dessen Nachkomme Otto von Altena führten jedoch schon den Löwen. Somit ist seine Herkunft aus Berg bzw. dem verfeindeten Limburg ausgeschlossen. Stirnberg vermutet eine Stiftung des Wappens durch Friedrich von Berg-Altena, den Begründer der altena-märkischen Linie, also zwischen 1170 und 1199. Vermutlich zeitgleich mit der Stiftung des Wappens der Linie Altena-Isenberg durch Graf Arnold von Altena.
Bei dem Löwen Altena-Marks wird vermutet, dass dieser wie in diesem Wappen schwarz mit roten Waffen – Zunge und Krallen – sowie einer goldenen Krone ist. Eine Abbildung, die dieser Vermutung entspricht, findet sich unter den Glasfenstern auf Burg Altena. Die erhaltenen Reitersiegel des Grafen Adolf geben jedoch über die Richtigkeit der Vermutung keinen Aufschluss. Wingolf Lehnemann schreibt den roten Lünener Löwen, dessen Farben seit 1509 bekannt sind, dem märkischen, also altenaischen Löwen zu, so dass auch eine eventuelle rote Färbung möglich bleibt.

## Städte, Ämter und Gemeinden (Stand 1968)
Städte und amtsfreie Gemeinden 
- Stadt Altena
- Gemeinde Herscheid
- Gemeinde Nachrodt-Wiblingwerde
- Stadt Plettenberg
- Stadt Werdohl

Ämter und deren Städte und Gemeinden
- Amt Halver
  - Gemeinde Halver
  - Gemeinde Schalksmühle
- Amt Kierspe
  - Stadt Kierspe
  - Gemeinde Rönsahl
- Amt Lüdenscheid (Der Sitz des Amtes Lüdenscheid und der Gemeinde Lüdenscheid-Land lag in der Stadt Lüdenscheid außerhalb des Kreises)
  - Gemeinde Hülscheid
  - Gemeinde Lüdenscheid-Land

- Amt Meinerzhagen
  - Stadt Meinerzhagen
  - Gemeinde Valbert
- Amt Neuenrade
  - Gemeinde Dahle
  - Stadt Neuenrade

## Kfz-Kennzeichen
Am 1. Juli 1956 wurde dem Landkreis bei der Einführung der bis heute gültigen Kfz-Kennzeichen das Unterscheidungszeichen AL zugewiesen. Es wurde bis zum 31. Dezember 1968 ausgegeben.